# Albert Dolmans

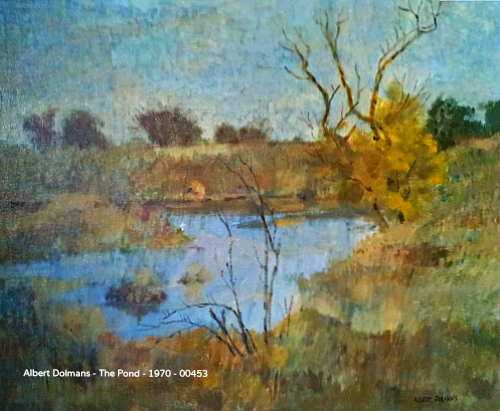
The Pond (olieverf) Albert Dolmans 1970

Albert Dolmans (1928-2021) was een Nederlands-Amerikaans kunstschilder. Samen met zijn familie emigreerde hij naar de Verenigde Staten van Amerika en groeide op in Berkeley in Californië. Hij kreeg een studiebeurs van de California College of the Arts in het nabij gelegen Oakland, waar hij lessen volgde van o.a. George Post, Karl Baumann en Otis Oldfield. Sindsdien heeft hij zich volledig gewijd aan een carrière als kunstschilder in zowel de Verenigde Staten als Europa, in het bijzonder Nederland.
Naast pen en inkt gaat zijn voorliefde uit naar het schilderen met olieverf, het aquarelleren en de laatste jaren ook het werken met pastel. Dolmans' werk is onder te  verdelen in twee groepen: schilderijen met warme kleuren met veel gebruik van oker en purper in zijn Californische landschappen in tegenstelling tot koelere tinten als helder groen en blauw in Nederland.
Zijn werk is internationaal gepresenteerd en zowel in particulier bezit als in publieke collecties.  Zijn schilderijen hebben ook deel uitgemaakt van drie belangrijke tentoonstellingen:  de eerste in 1976 in Den Haag ter herdenking van het Bi-Centennial van de Verenigde Staten; de tweede in 1982 ter viering van 200 jaar diplomatieke betrekkingen tussen Nederland en de Verenigde Staten en later in datzelfde jaar ter in een speciale groepstentoonstelling ter gelegenheid van het officiële bezoek van Koningin Beatrix aan San Francisco. Zijn schilderijen zijn vertegenwoordigd in de collectie van het Stedelijk Museum van Breda en de Amerikaanse ambassade in Den Haag.

## Voetnoten
1. ↑  "Albert Dolmans vier uur in het turfschip", Dagblad de Stem (Breda), 8 februari 1974, p.3 and "One Man Show", Sacramento Union, 21 September 1974
2. ↑  "Artist Albert Dolmans at League Benefit", Sonoma Tribune (CA), 8 oktober 1975
3. ↑  Lauri Hoffman, The Life and Art of Karl Baumann, geraadpleegd op 28 augustus 2014
4. ↑  "Otis Oldfield, the innovative fine artist", geraadpleegd op 7/23/2017
5. ↑  Maggie Crumb, "The Arts: Albert Dolmans holds show", Contra Costa Times (CA), 4 november 1971
6. ↑  Albert Dolmans (G+ Profile) https://web.archive.org/web/20150704060225/https://plus.google.com/+albertdolmans/photos, geraadpleegd op 18 juni 2015.
7. ↑  Leo van Heijningen, Kunstzaal Van Heijningen, The XPat Journal, Summer Issue, juni 2015, pp.5, 46-47. Gearchiveerd op 4 maart 2016.
8. ↑  "Expositie van Nederlandse Amerikaan in Prinsenbeek", Dagblad de Stem (Breda), 2 november 1982, p.5
9. ↑  Albert Dolmans, "Painting is my life", autobiografie, Zutphen: CPI Koninklijke Wöhrmann, 2013, pp.140
10. ↑  Dagblad de Stem, Vrij Uit - "Kunst Kris Kras: Albert Dolmans", mei 1974, p.8.
11. ↑  Stedelijk Museum Breda, Albert Dolmans. Brabants Erfgoed. Gearchiveerd op 17 juni 2020. Geraadpleegd op 29 mei 2020.
12. ↑  (en) The U.S. Embassy has added three pieces to our collection. www.instagram.com. Geraadpleegd op 6 juni 2025.
13. ↑  (en) "U.S. Embassy Collection: Albert Dolmans unveiling ceremony", Flickr. Geraadpleegd op 6 juni 2025.

- International Standard Name Identifier: 0000 0004 5285 7751
- Library of Congress Control Number: n2018065109
- Nederlandse Thesaurus van Auteursnamen: 393127990
- RKD-Nederlands Instituut voor Kunstgeschiedenis: 23567
- Virtual International Authority File: 317290920
- WorldCat: E39PBJw8WHdhfyRkHmWggvw3cP